# Patterson Peak
Patterson Peak är en bergstopp i Antarktis. Den ligger i Västantarktis. Nya Zeeland gör anspråk på området. Toppen på Patterson Peak är 1 610 meter över havet, eller 402 meter över den omgivande terrängen. Bredden vid basen är 4,3 km.
Terrängen runt Patterson Peak är huvudsakligen kuperad, men åt sydväst är den bergig. Trakten är obefolkad. Det finns inga samhällen i närheten. 